# Sciapus barbipalpis
Sciapus barbipalpis är en tvåvingeart som beskrevs av Octave Parent 1937. Sciapus barbipalpis ingår i släktet Sciapus och familjen styltflugor.
Artens utbredningsområde är Sierra Leone. Inga underarter finns listade i Catalogue of Life.